# 阿寺川 (長野県)
阿寺川（あてらがわ）は、木曽川水系の一級河川。長野県木曽郡大桑村を流れる。木曽川本川に合流する1次支川。
ほぼ全域で阿寺渓谷と呼ばれる深い谷を形成し、その渓谷美は「阿寺ブルー」と表現されている。流長約20kmのうち、12.862kmが管理区間になっている。木曽川のうち長野県内にある支流としては主要なものの一つである。

## 流路
阿寺川の源流は、御嶽山の南に連なる阿寺山地にある。阿寺山地は長野県と岐阜県の県境になっており、このうち井出ノ小路山や奥三界岳(1810.7m)が阿寺川の源である。
阿寺川は、北沢峠から阿寺山(1557.8m)の西を流れてくる「北沢」、砂小屋山の南からくる「樽ヶ沢」などを合わせながら東へ流れ、阿寺山と砂小屋山(1471m)のあいだに深い谷（阿寺渓谷）を形成する。源流からおよそ20kmの飯盛山(1074m)の北東麓で木曽川の読書ダム湖に合流する。

## 阿寺渓谷
阿寺川は、源流の高原地帯をのぞいて、ほぼ全域にわたって深い谷になっている。この谷は、長野県と岐阜県にまたがって長さ80kmにも及ぶ大きな活断層（阿寺断層）に沿った花崗岩地帯で、谷底と両岸の落差は最大で1000mほどもある。この峡谷は木曽川への合流地点からおよそ16-18kmあまりにわたって連なっており、これを阿寺渓谷（阿寺峡谷）と呼んでいる。
渓谷内には「犬帰りの淵」「狸ヶ淵」「牛ヶ淵」などの名をつけられた景勝地が散在し、透明な水流によって磨かれた深淵の河床が「阿寺ブルー」とも称されるエメラルドグリーンの様を呈している。
阿寺川の支流の大沢には総落差80mの大沢大滝、南沢には総落差150mの南沢大滝がある。
2010年代に入ると旅行雑誌やテレビなどで取り上げられるようになり知名度が向上したが、来訪者が増えるにつれバーベキューのゴミが放置されるなどモラルの悪化が目立つようになった。大桑村は、2018年の夏より渓谷沿いの道路にマイカー規制を実施し、シャトルバスを運行させることとしている。

## 自然と利用
阿寺川流域には暖地性植物が豊富で、昆虫や地質研究などの学術面でも見どころの多い川とされている。渓谷でみられる代表的な植物は、バイカオウレン、ダンコウバイ、ミヤマチョウジザクラ、アセビ、シャクナゲ、ショウジョウバカマ、ヒメキンミズヒキ、ツリフネソウ、ミヤマガマズミなど。水質はよく、希少種のヤマトイワナ、アジメドジョウのほか、ヤマメ、アマゴ、ウグイなどが生息する。
流域の山林には「木曽五木」と呼ばれるヒノキやサワラなどからなる天然林と人工林が分布する。これらは国有林になっていて、木曽ヒノキの供給地になっている。また、この森林のうち5400haあまりは伊勢神宮の神宮備林になっている。

### 阿寺軽便鉄道

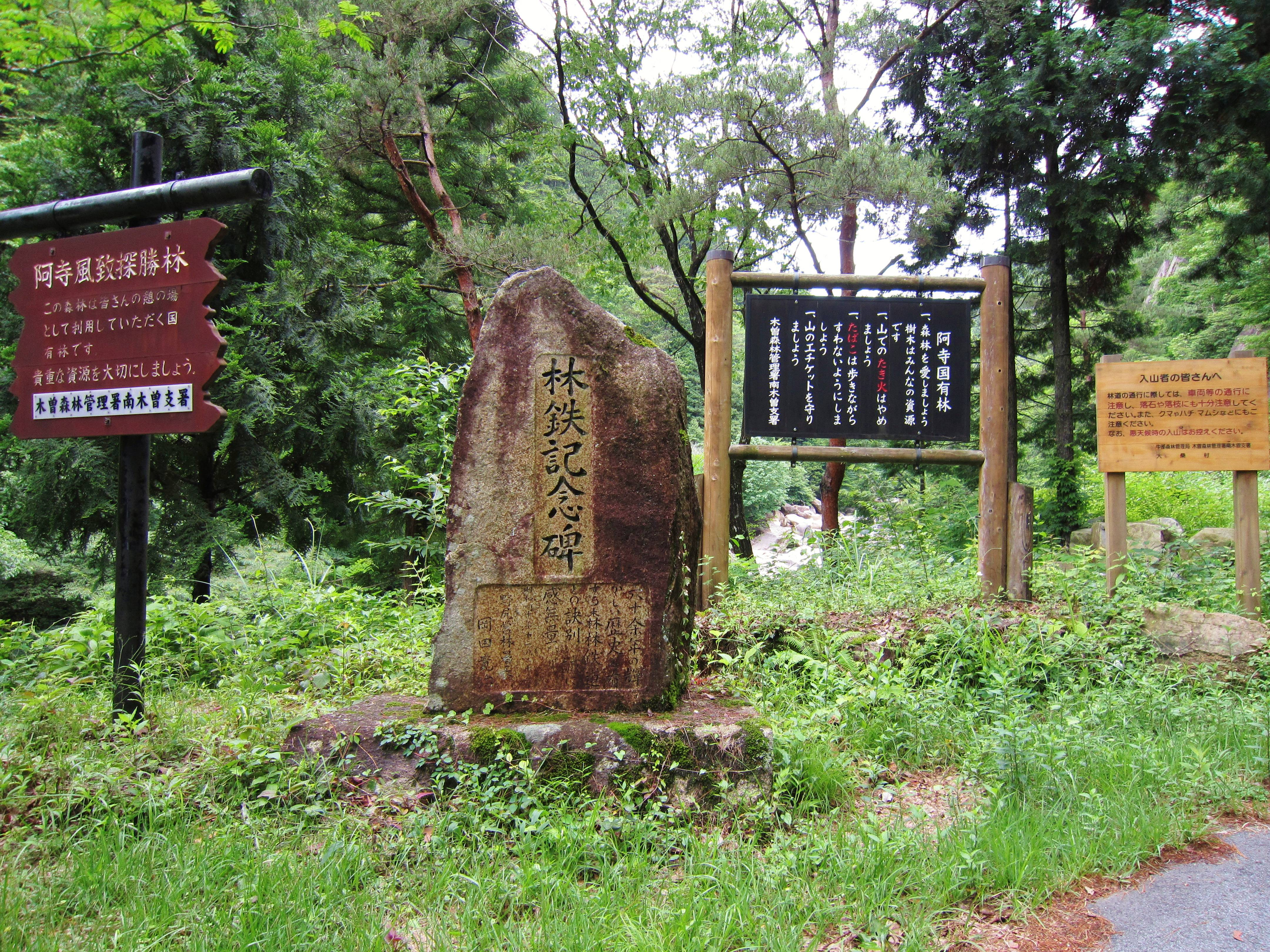
林鉄記念碑

かつてこの木材を供給するために、森林鉄道（阿寺軽便鉄道）が通っていた。これは1901（明治34）年に敷設されたもので、日本最古の森林鉄道とみなされている。当時の山域は宮内省の御料林で、阿寺川の上流から野尻駅まで木材を運び、上流へ向かう際には塩、味噌といった御料林で働く人々の生活物資を運んでいた。
鉄道の軌間は当初は610mmだったが、のちに762mmへ拡幅された。軌条は4.5-6.0kgだった。
鉄道は現存せず、いまは自動車輸送となっているが、山間にはかつての鉄道橋の橋脚や橋桁が残されている。このうち「第一阿寺川橋梁」は日本森林学会による林業遺産に選定されている。このほか木曽川への合流点の1kmほど上流には、木曽川を渡る「木曽川橋梁」（野尻森林鉄道）が現存する。

### レジャー
谷沿いにはツツジやモミジが分布し、ヒノキの濃緑色と春秋のツツジの花、モミジの紅葉とのコントラストが見どころとされている。渓谷沿いには一部で遊歩道が整備されているほか、北沢の合流地点付近にはキャンプ場が整備されている。一般車両はここより上流へは通行できない。